# Lyrkeía
Lyrkeía (Lyrkeia) är en ort i Grekland.   Den ligger i prefekturen Nomós Argolídos och regionen Peloponnesos, i den södra delen av landet, 110 km väster om huvudstaden Aten. Lyrkeía ligger 188 meter över havet och antalet invånare är 319.
Terrängen runt Lyrkeía är bergig västerut, men österut är den kuperad. Lyrkeía ligger nere i en dal. Runt Lyrkeía är det glesbefolkat, med 18 invånare per kvadratkilometer. Närmaste större samhälle är Argos, 17,8 km öster om Lyrkeía. 